# Grand Prix Formule 1 van Argentinië 1956
De Grand Prix Formule 1 van Argentinië 1956 werd gehouden op 22 januari op het Autódromo Municipal Ciudad de Buenos Aires in Buenos Aires. Het was de eerste race van het seizoen.

## Uitslag
| Pos. | Nr. | Coureur                        | Constructeur | Rondes | Tijd / Oorzaak uitval | Grid | Punten  |
| ---- | --- | ------------------------------ | ------------ | ------ | --------------------- | ---- | ------- |
| 1    | 34  | Luigi Musso Juan Manuel Fangio | Ferrari      | 98     | 3:00:03.7             | 3    | 4 5S    |
| 2    | 4   | Jean Behra                     | Maserati     | 98     | +24,4 s               | 4    | 6       |
| 3    | 14  | Mike Hawthorn                  | Maserati     | 98     | +2 Rondes             | 8    | 4       |
| 4    | 10  | Chico Landi Gerino Gerini      | Maserati     | 92     | +6 Rondes             | 11   | 1⁄2 1⁄2 |
| 5    | 38  | Olivier Gendebien              | Ferrari      | 91     | +7 Rondes             | 10   | 2       |
| 6    | 16  | Alberto Uria Óscar González    | Maserati     | 88     | +10 Rondes            | 13   |         |
| NF   | 2   | Stirling Moss                  | Maserati     | 81     | Motor                 | 7    |         |
| NF   | 36  | Peter Collins                  | Ferrari      | 58     | Ongeluk               | 9    |         |
| NF   | 8   | Luigi Piotti                   | Maserati     | 57     | Ongeluk               | 12   |         |
| NF   | 6   | Carlos Menditeguy              | Maserati     | 42     | Aandrijving           | 6    |         |
| NF   | 32  | Eugenio Castellotti            | Ferrari      | 40     | Versnellingsbak       | 2    |         |
| NF   | 12  | José Froilán González          | Maserati     | 24     | Motor                 | 5    |         |
| NF   | 30  | Juan Manuel Fangio             | Ferrari      | 22     | Benzinepomp           | 1    |         |

## Statistieken
| Pole-position | Juan Manuel Fangio | Ferrari | 1:42.5 |
| Snelste ronde | Juan Manuel Fangio | Ferrari | 1:45.3 |

## Noot
- Dit was het debuut voor de Italiaanse coureur Gerino Gerini, de Uruguayaanse coureur Óscar González en de Belgische coureur Olivier Gendebien.
- Vijfde Grand Prix-start voor een Uruguayaanse coureur.
- Eerste rondes als raceleider voor Carlos Menditeguy.
- Eerste (gedeelde) Grand Prix-winst voor Luigi Musso.
- Dit was de 25ste podiumplaats voor Juan Manuel Fangio.

1953 · 1954 · 1955 · 1956 · 1957 · 1958 · 1960 · 1971 · 1972 · 1973 · 1974 · 1975 · 1977 · 1978 · 1979 · 1980 · 1981 · 1995 · 1996 · 1997 · 1998